# St. Peter und Paul (Krum)

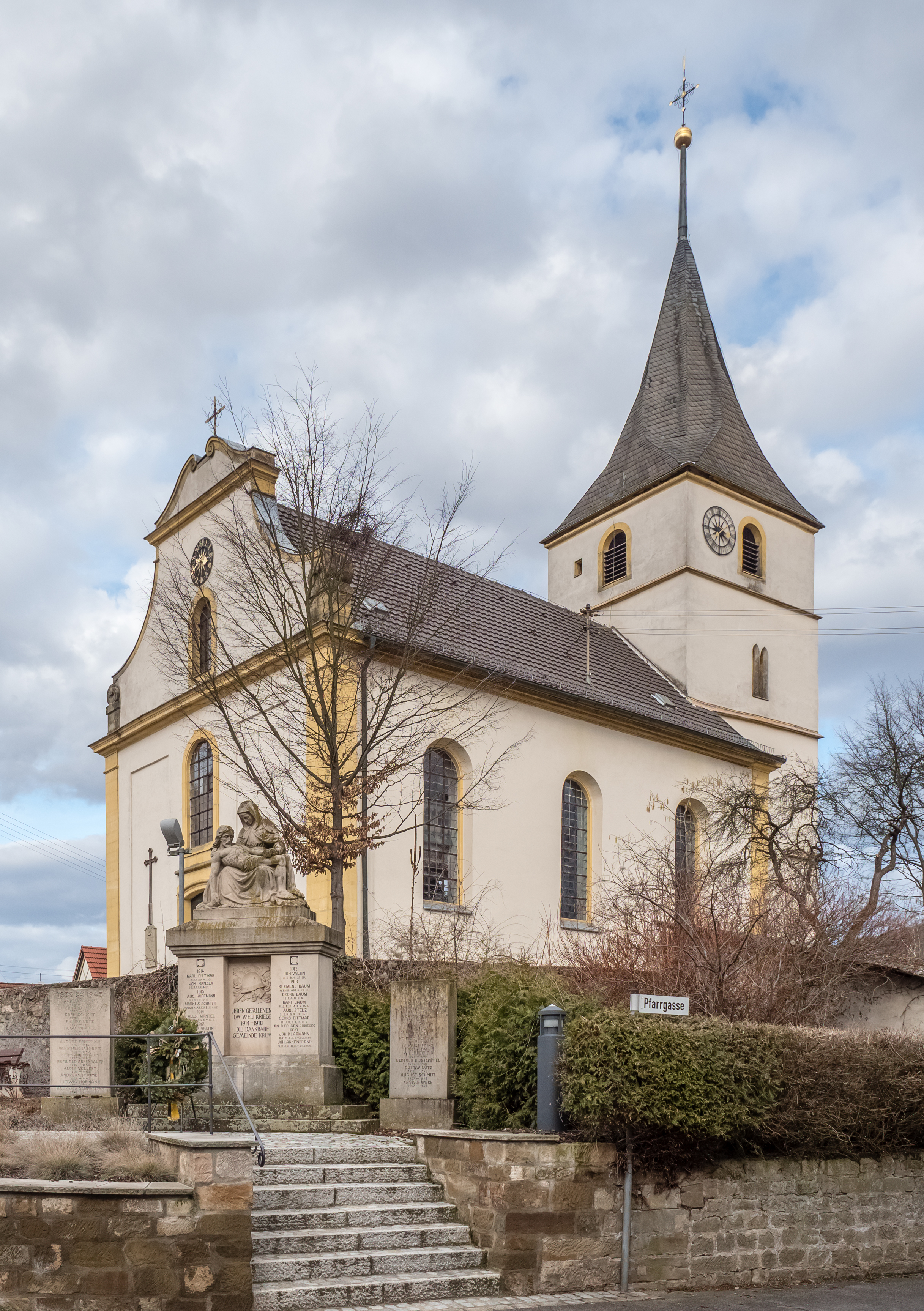
St. Peter und Paul (Krum)

Die römisch-katholische, denkmalgeschützte Pfarrkirche St. Peter und  Paul steht in Krum, einem Gemeindeteil der Stadt Zeil am Main im unterfränkischen Landkreis Haßberge (Bayern). Eine Kirche in Krum wurde 1348 erstmals erwähnt. Die Pfarrei gehört zur Pfarreiengemeinschaft Am Weinstock Jesu (Zeil am Main) im Dekanat Haßberge des Bistums Würzburg.

## Beschreibung
Die unteren Geschosse des Chorturms, der ursprünglich zu einer Wehrkirche gehörte, stammen aus dem 15. Jahrhundert. Er wurde im 18. Jahrhundert aufgestockt, um die Turmuhr und den Glockenstuhl unterzubringen, und mit einem achtseitigen, schiefergedeckten Knickhelm bedeckt. Das mit einem Satteldach bedeckte Langhaus mit drei Fensterachsen und einer barocken Fassade mit Schweifgiebel wurde 1758 nach einem Entwurf von Egid Bierdimpel nach Westen angefügt. Der Stuck an der Decke des Innenraums wurde während der Bauzeit von Johann Peter Hellmuth geschaffen. Der Hochaltar und die Kanzel, gebaut 1753–57 für die Klosterkirche des Dominikanerklosters Bamberg, wurden 1804 erworben.